# Cattedrali in Eritrea
Lista delle cattedrali dell'Eritrea.

## Cattedrali cattoliche
| Cattedrale                          | Arcidiocesi o diocesi  | Località  | Immagine |
| ----------------------------------- | ---------------------- | --------- | -------- |
| Cattedrale Kidane Mehret            | Arcieparchia di Asmara | Asmara    |          |
| Cattedrale di Barentù               | Eparchia di Barentù    | Barentù   |          |
| Cattedrale di San Michele           | Eparchia di Cheren     | Cheren    |          |
| Cattedrale di San Michele Arcangelo | Eparchia di Saganèiti  | Saganèiti |          |

## Cattedrali ortodosse (Chiesa ortodossa tewahedo eritrea)
| Cattedrale                | Diocesi                | Città  | Immagine |
| ------------------------- | ---------------------- | ------ | -------- |
| Cattedrale di Enda Mariam | Arcieparchia di Asmara | Asmara |          |